# Coicent
Coicent (コイ☆セント, Koi☆Sento) es un cortometraje de anime del año 2011 lanzado en formado OVA. La obra fue escrita y dirigida por Shuhei Morita y producido por Sunrise. Esta historia tiene lugar en el año 2710, cuando un chico llamado Shinichi sigue a un ciervo blanco y conoce a una extraña chica. 

## Trama
En el año 2710, un niño llamado Shinichi está de excursión con su colegio en una versión reconstruida del siglo XXI de la ciudad de Nara. Cuando se aleja de su clase, ve un ciervo blanco que habla y le roba la mochila. Shinichi sigue al ciervo y ve a una extraña chica llamada Toto y se enamora de ella. Ella es perseguida por dos hermanos y tratan de alejarse de ellos.

## Personajes
Shinichi (シンイチ?)
Voz por: Kenshō Ono, Alberto Bernal (Latinoamérica).
Un niño que ve al Ciervo Blanco y conoce a Toto.
Toto (トト?)
Voz por: Minako Kotobuki, Vanessa Olea (Latinoamérica).
Una misteriosa chica que se ve montada en el Ciervo Blanco. La persiguen los dos hermanos.
Ciervo Blanco (白いシカ Shiroi Shika?)
Voz por: Kappei Yamaguchi, Carlos Xavier Castro (Latinoamérica).
Un extraño ciervo parlante de color blanco. Lleva a Shinichi hasta Toto.
Señora presidenta  (シャチョウ Sachou?)
Voz por: Masako Isobe, Maru Guzmán (Latinoamérica).
La presidenta de una gran empresa, contrata a los hermanos para capturar a Toto.
Hermano Mayor (アニキ Aniki?)
Voz por: Tetsu Inada, Alejandro Mayén (Latinoamérica).
Hermano Menor (オトウト Otouto?)
Voz por: Takehito Koyasu, Ernesto Mascarúa (Latinoamérica).
Dos hermanos que fueron contratados para capturar a Toto. El hermano mayor lleva un traje azul y el hermano menor lleva un traje amarillo.

## Distribución
Está licenciada en Norteamérica por Sentai Filmworks y fue lanzada junto a otra OVA producida por Sunrise, Five Numbers! en DVD y Blu-ray el 22 de noviembre de 2011. En España se distribuyó en DVD de forma similar a la de Norteamérica junto con Five Numbers, distribuida por Japan Weekend y licenciada por Jointo Entertainment.  En Hispanoamérica fue lanzada en el año 2021 en plataforma de streaming AnimeOnegai, contando con doblaje al español dirigido por Luis Navarro.